# 鈴木表朔 (二代)
二代目 鈴木表朔（にだいめ すずき ひょうさく、1905（明治38）年 - 1991（平成3）年）は、京都を代表する漆芸家。父の表朔の元で漆塗りの技法を学ぶ。本名は鈴木貞次。俳号は貞路。

## 漆歴
1926（大正15）年　聖徳太子奉讃展入選
1937（昭和12）年　パリ万国博銀賞受賞
1974（昭和49）年　鈴木表朔作品集出版（光琳社）
1985（昭和60）年　京都府文化賞功労賞受賞

## 所蔵先
- 京都市美術館（現 京都市京セラ美術館）、京都府京都文化博物館

## 参考
- カタログ　『鈴木雅也 繚乱の漆芸展 1995』（東京・京都高島屋）